# 小行星4618
小行星4618（英語：4618 Shakhovskoj）是一颗围绕太阳公转的小行星。1977年9月12日，尼古拉·切爾尼赫在克里米亚发现了此天体。
这颗小行星的绝对星等为60.88752522124519等。